# امیرعلی کاظمی
امیرعلی کاظمی معروف به میثم کاظمی (زاده ۲۲ فروردین ۱۳۷۱) جودوکار و جوجیتسوکار اهل ایران است. وی عضو تیم ملی جوجیتسو و سرپرست تیم ملی نوجوانان جودو است. از افتخارات وی می‌توان به کسب مدال برنز وزن ۸۵ کیلوگرم جوجیتسو در مسابقات جهانی گرند اسلم ترکیه ۲۰۲۴ اشاره کرد.

## افتخارات
کاظمی در سال ۱۳۹۳ به اردوی تیم ملی دعوت شد. وی در سال ۱۳۹۵ در مسابقات فستیوال جهانی کره جنوبی در رشته تانگ ایل مودو به مدال نقره جهان دست یافت. در سال ۱۴۰۲ در تورنمنت بین‌المللی مومباسا کشور کنیا موفق به کسب مدال نقره شد. در سال ۱۴۰۳ در مسابقات جهانی گرند اسلم جوجیتسو ترکیه صاحب گردن آویز برنز شد.

## تورنمنت‌ها
- مسابقات فستیوال جهانی کره جنوبی در سال ۲۰۱۶[۱۴][۱۵]
- تورنمنت بین‌المللی مومباسا کنیا در سال ۲۰۲۳[۱۶]
- مسابقات جهانی گرند اسلم ترکیه در سال ۲۰۲۴[۱۷]